# Neocatolaccus longiventris
Neocatolaccus longiventris är en stekelart som först beskrevs av Charles Joseph Gahan 1937.  Neocatolaccus longiventris ingår i släktet Neocatolaccus och familjen puppglanssteklar. Inga underarter finns listade i Catalogue of Life.